# Walter Avogadri
Walter Avogadri (Covo, província de Bèrgam, 27 de gener de 1948) va ser un ciclista italià que fou professional entre 1973 i 1980. Va combinar la carretera amb el ciclisme en pista, on va guanyar una medalla al Campionat del món de Mig Fons.

## Palmarès en pista
- 1976
  -  Campió d'Itàlia en Mig Fons

## Palmarès en ruta

### Resultats al Giro d'Itàlia
- 1973. 112è de la classificació general
- 1974. Abandona